# Juan David Fuentes Garrido
Juan David "Juanda" Fuentes Garrido (nascut el 19 de maig de 2003) és un futbolista professional colombià que juga com a davanter al Gimnàstic, cedit pel FC Andorra.

## Carrera de club
Nascut a Montería, Colòmbia, de pare espanyol i mare colombiana, Fuentes es va traslladar a Espanya als quatre anys. Va començar la seva carrera futbolística amb el Montcada, abans de passar un any al TecnoFutbol CF, i després va tornar a Montcada, on va demostrar ser un prolífic golejador: va marcar 103 gols en una temporada.
Es va incorporar al FC Barcelona, i va signar el seu primer contracte professional el juliol de 2019. Després d'impressionar a nivell juvenil, va ser convocat per entrenar amb el primer equip barceloní per primera vegada el novembre de 2021. Després de continuar amb les seves bones actuacions, i irrompre a l'equip del Barcelona B, va signar una renovació de contracte el setembre de 2022.
El 26 d'agost de 2023, Fuentes va signar un contracte de tres anys amb l'Oostende a Bèlgica. El 28 de juny de l'any següent, va signar un contracte d'1+2 anys amb el FC Andorra a la Primera Federació.
El 24 de juliol de 2025, després d'ajudar Andorra a assolir l'ascens des de la Primera Federació a Segona Divisió, Fuentes va ser cedit al Gimnàstic de Tarragona a la tercera divisió, per un any.

## Carrera internacional
Fuentes ha representat Colòmbia a nivell internacional juvenil.